# Pychowczyce
Pychowczyce (biał. Пыхоўчыцы; ros. Пыховчицы) – wieś na Białorusi, w obwodzie grodzieńskim, w rejonie brzostowickim, w sielsowiecie Olekszyce.
W dwudziestoleciu międzywojennym wieś leżała w Polsce, w województwie białostockim, w powiecie grodzieńskim, w gminie Brzostowica Mała.
Według Powszechnego Spisu Ludności z 1921 roku zamieszkiwały tu 53 osoby, wszystkie były wyznania prawosławnego. Jednocześnie 4 mieszkańców zadeklarowało polską przynależność narodową, a 49 białoruską. Było tu 7 budynków mieszkalnych.